# هايشي المغولية والتبتية
هايشي المغولية والتبتية (بالصينية: 海西蒙古族藏族自治州 )‏ هي محافظة ذاتية الحكم، في جمهورية الصين الشعبية، تقع في تشينغهاي، بلغ عدد سكانها 432,500 نسمة وذلك حسب إحصائيات سنة 2007، تبلغ مساحتها 325,800 كيلومتر مربع، رمزها البريدي هو 817000.

## التقسيمات الإدارية
- غولمود
- ديلينجا
- Ulan County [الإنجليزية]‏
- Dulan County [الإنجليزية]‏
- Tianjun County [الإنجليزية]‏
- Mangnai [الإنجليزية]‏
- Da Qaidam [الإنجليزية]‏
- Lenghu  [لغات أخرى]‏.